# Glucokinase-Regulator
Das Protein mit dem Namen Glucokinase-Regulator (GCKR) wird beim Menschen und allen Wirbeltieren in der Leber und der Bauchspeicheldrüse gebildet. GCKR bindet reversibel an das Enzym Glucokinase. Nach Translokation in den Zellkern wird der Komplex bei hohem Glukosespiegel getrennt und die Glucokinase wieder ins Zytosol geschafft. Der Effekt ist, dass bei niedrigem Glukosespiegel ein Pool an GK:GCKR im Nukleus bereitsteht, um schnell erhöhte Glukosewerte nach Nahrungsaufnahme abzufangen.
Die Bindung wird stimuliert durch Fructose-6-phosphat und Sorbitol-6-phosphat, aber behindert durch Fructose-1-phosphat. Letzteres erhöht also die Glucokinase-Aktivität.
Eine genetische Variante des Proteins, die in 34 Prozent von Nichteuropäern vorkommt, ist assoziiert mit erhöhtem CRP und Triglyceriden, sowie erniedrigter Glukose während des Fastens. Eine weitere Studie mit europäischstämmigen Kanadiern assoziierte erhöhte Triglyceride während des Fastens mit einer GCKR-Variante. Eine französische Studie brachte identische Ergebnisse.